# Utada Hikaru Single Collection Vol.2
 (août 2016).
Si vous disposez d'ouvrages ou d'articles de référence ou si vous connaissez des sites web de qualité traitant du thème abordé ici, merci de compléter l'article en donnant les références utiles à sa vérifiabilité et en les liant à la section « Notes et références ».
Albums de Hikaru Utada
Heart Station
(2008)
Albums par Utada
This Is the One
(2009)
Compilations par Utada
Utada the Best
(2010)
Singles
Utada Hikaru Single Collection Vol.2 (écrit : Utada Hikaru SINGLE COLLECTION VOL.2) est le deuxième album compilation d'Hikaru Utada, sorti en 2010. 

## Sortie
Hikaru Utada avait annoncé quelques mois avant la sortie de l'album qu'elle mettrait sa carrière en pause pour une durée indéterminée une fois terminée sa promotion. Cette compilation restera donc la dernière sortie de la chanteuse pendant plusieurs années.
L'album sort le 24 novembre 2010 au Japon sous le label EMI Music Japan, en format physique (double-CD) et digital (en téléchargement), six ans et demi après la première compilation homonyme de la chanteuse, Utada Hikaru Single Collection Vol.1, et deux ans et demi après son dernier album en japonais, Heart Station. Entre-temps est cependant sorti son album en anglais This Is the One attribué à "Utada" sur un label concurrent ; une autre compilation de ses titres en anglais, Utada the Best, sort d'ailleurs sur ce label le même jour que Single Collection Vol.2. 
L'album atteint la 1re place du classement des ventes de l'Oricon. Il se vend à 230 979 exemplaires la première semaine, et reste classé pendant 31 semaines, se vendant à plus de 440 000 exemplaires au total. Il est le 20e album le plus vendu de l'année 2010 au Japon, en un seul mois d'exploitation. Il reste cependant l'album en japonais le moins vendu d'Hikaru Utada sous ce nom (ses deux derniers albums en anglais en tant qu'"Utada" s'étant encore moins vendu). 
L'album sort aussi dans d'autres pays : d'abord en téléchargement le premier décembre en Europe (France, Allemagne et Royaume-Uni), puis en CD en Corée du Sud le 3 décembre, à Taiwan le 10, aux Philippines le 17, en Thaïlande le 23, aux États-Unis le 4 janvier, et au Canada le premier février.	

## Contenu
C'est en fait un double album, contenant deux CD. Le premier disque contient dans l'ordre chronologique inversé les chansons-titres des neuf singles physiques (dont deux "double face A") sortis après la précédente compilation de 2004 ; c'est cependant la version "ballade" du titre Flavor of Life, sortie en "single digital" et figurant en face B du single homonyme, qui a été retenue pour la compilation, et non sa version "originale" figurant en "face A". Deux des chansons uniquement parues en "singles digitaux" en téléchargement sont également incluses : This Is Love et Beautiful World -Planitb Acoustica Mix- ; cette dernière, version alternative du titre Beautiful World également présent sur la compilation, n'est cependant pas placée dans l'ordre, figurant en fin de disque bien qu'étant la plus récemment parue. Ne sont donc exclus de la compilation que les "singles digitaux" Fly Me to the Moon -2007 Mix- paru en 2007, Fight the Blues (de l'album Heart Station), et Eternally -Drama Mix- parue en 2008. À part la version alternative de Beautiful World jusque-là inédite en disque physique, toutes les chansons présentes étaient déjà parues sur les deux précédents albums en japonais de la chanteuse (cinq sur Ultra Blue en 2006, et sept sur Heart Station en 2008).
Le second disque contient uniquement cinq nouvelles chansons, dont trois étaient déjà parues en "singles digitaux" dans les semaines précédant la sortie de l'album pour le promouvoir (Hymne à l'amour ~Ai no Anthem~, reprise du titre d'Édith Piaf, Goodbye Happiness, et Show Me Love (Not a Dream)). Les deux autres titres inédits sortent aussi en téléchargement à l'occasion de la sortie de l'album, sans toutefois être présentés comme des singles officiels : le premier, Arashi no Megami, sert de thème musical à une publicité pour le confiseur Morinaga, et une partie des recettes des ventes du titre sera versée à une œuvre de charité appuyée par la marque ; le dernier, Can't Wait 'Til Christmas, première chanson de Noël d'Utada, est utilisée dans une autre publicité et connait un certain succès.
Les exemplaires de l'album pré-commandés avant le 14 novembre contiennent en bonus un DVD avec le clip vidéo de l'une des nouvelles chansons, Goodbye Happiness, réalisé pour la première fois par Hikaru Utada elle-même.

## Liste des titres
Toutes les chansons sont écrites et composées par Hikaru Utada, sauf Hymne à l'amour composé par Marguerite Monnot.
| Disc 1  | Disc 1                                                             | Disc 1                                        | Disc 1 | Disc 1 | Disc 1 | Disc 1 | Disc 1 | Disc 1 | Disc 1 |
| No      | Titre                                                              | Origine                                       | Durée  |        |        |        |        |        |        |
| ------- | ------------------------------------------------------------------ | --------------------------------------------- | ------ | ------ | ------ | ------ | ------ | ------ | ------ |
| 1.      | Prisoner of Love                                                   | 21e single physique                           | 4:46   |        |        |        |        |        |        |
| 2.      | Stay Gold                                                          | du 20e single Heart Station / Stay Gold       | 5:15   |        |        |        |        |        |        |
| 3.      | Heart Station                                                      | du 20e single Heart Station / Stay Gold       | 4:37   |        |        |        |        |        |        |
| 4.      | Kiss & Cry                                                         | du 19e single Beautiful World / Kiss & Cry    | 5:07   |        |        |        |        |        |        |
| 5.      | Beautiful World                                                    | du 19e single Beautiful World / Kiss & Cry    | 5:17   |        |        |        |        |        |        |
| 6.      | Flavor of Life -Ballad Version-                                    | du 18e single Flavor of Life ; single digital | 5:26   |        |        |        |        |        |        |
| 7.      | Boku wa Kuma (ぼくはくま)                                          | 17e single physique                           | 2:24   |        |        |        |        |        |        |
| 8.      | This Is Love                                                       | Single digital                                | 4:58   |        |        |        |        |        |        |
| 9.      | Keep Tryin'                                                        | 16e single physique                           | 4:55   |        |        |        |        |        |        |
| 10.     | Passion                                                            | 15e single physique                           | 4:45   |        |        |        |        |        |        |
| 11.     | Be My Last                                                         | 14e single physique                           | 4:32   |        |        |        |        |        |        |
| 12.     | Dareka no Negai ga Kanau Koro (誰かの願いが叶うころ)               | 13e single physique                           | 4:28   |        |        |        |        |        |        |
| 13.     | Beautiful World -Planitb Acoustica Mix- (...PLANiTb Acoustica Mix) | Single digital de 2009                        | 5:10   |        |        |        |        |        |        |
| 1:01:45 |                                                                    |                                               |        |        |        |        |        |        |        |

| Disc 2 | Disc 2                                                            | Disc 2                                | Disc 2 | Disc 2 | Disc 2 | Disc 2 | Disc 2 | Disc 2 | Disc 2 |
| No     | Titre                                                             | Origine                               | Durée  |        |        |        |        |        |        |
| ------ | ----------------------------------------------------------------- | ------------------------------------- | ------ | ------ | ------ | ------ | ------ | ------ | ------ |
| 1.     | Arashi no Megami (嵐の女神)                                       | Nouvelle chanson                      | 4:16   |        |        |        |        |        |        |
| 2.     | Show Me Love (Not A Dream)                                        | Single digital                        | 4:17   |        |        |        |        |        |        |
| 3.     | Goodbye Happiness                                                 | Single digital                        | 5:21   |        |        |        |        |        |        |
| 4.     | Hymne à l'amour ~Ai no Anthem~ (Hymne à l'amour 〜愛のアンセム〜) | Single digital ; reprise d'Édith Piaf | 6:30   |        |        |        |        |        |        |
| 5.     | Can't Wait 'Til Christmas                                         | Nouvelle chanson                      | 3:44   |        |        |        |        |        |        |
| 24:09  |                                                                   |                                       |        |        |        |        |        |        |        |

| 1. | Goodbye Happiness (clip vidéo) | 5:13 |